# JA-JA
JA-JA（ジャジャ）は、1988年「ビギニング!!チャチャ」（日本テレビ系）より生まれた、東京キッドブラザース所属（当時）の俳優、長戸勝彦と水谷敦（現・水谷あつし）からなるユニットである。

## 経歴
長戸と水谷は一度、萩本欽一の番組オーディションを受けたが、「背が高すぎる」という理由で不合格（本人談）。しかし、その背の高さが幸いして、JA-JAを結成。長身が大人の雰囲気を演出する事となる。
CHA-CHAの兄貴分として結成されたと思われがちだが、若い年齢層に支持されたCHA-CHAに対し、若干高めの年齢層を狙い結成されたユニットである。結成の翌1989年8月30日『瞳を閉じてごらん』（VAP）でCDデビュー。オリコン初登場17位を記録。
1991年の水谷の東京キッドブラザース退団により、事実上解散となる。

## エピソード
- 番組開始当初は戸惑う面も見られたが、舞台俳優とは思えない程のギャグセンスを発揮。当時欽塾生だったTake2・深沢邦之曰く「こんなに息の合った漫才コンビは見た事がない」。
- 「ミュージックステーション」に出演した際、当時では珍しく長身の2人は司会のタモリに終始「デカいなぁ」と言わしめた。
- 日本テレビ系アニメ「機動警察パトレイバー」のEDテーマを担当した際、営業に行くと通常のファンのみならず、アニメファンもJA-JAのステージを観に来ていた事もある。
- 長戸はハモりが苦手。その為、全曲通してハモり部分は水谷が担当。

## ディスコグラフィ

### シングル
| #   | 発売日        | タイトル         | B面              | 規格  | 規格品番   |
| VAP | VAP           | VAP              | VAP              | VAP   | VAP        |
| --- | ------------- | ---------------- | ---------------- | ----- | ---------- |
| 1st | 1989年8月30日 | 瞳を閉じてごらん | 理由なきロンリー | 8cmCD | 20352      |
| 2nd | 1989年12月5日 | CRYBABY TOWN     | 風の歌を聴け     | 8cmCD | 20367      |
| 3rd | 1990年3月21日 | 太陽の腕 月の瞳  | Miss Me          | 8cmCD | VPDB-20371 |
| 4th | 1990年7月21日 | パラダイスの確率 | Try again        | 8cmCD | VPDG-20378 |

### アルバム

#### オリジナルアルバム
|     | 発売日         | タイトル       | 規格 | 規格品番   |
| VAP | VAP            | VAP            | VAP  | VAP        |
| --- | -------------- | -------------- | ---- | ---------- |
| 1st | 1989年10月21日 | Walker         | CD   | 80358      |
| 2nd | 1990年9月21日  | 終わらない時代 | CD   | VPCB-80402 |

### タイアップ
| 曲名             | タイアップ                                            | 収録作品                     |
| ---------------- | ----------------------------------------------------- | ---------------------------- |
| 瞳を閉じてごらん | 日本テレビ『CHA-CHAワールド』挿入歌                   | シングル「瞳を閉じてごらん」 |
| CRYBABY TOWN     | NTV『笑うと泣くぞ…ダハ!!』挿入歌                      | シングル「CRYBABY TOWN」     |
| パラダイスの確率 | NTV系アニメ『機動警察パトレイバー』エンディングテーマ | シングル「パラダイスの確率」 |